# Митрофанов, Николай Иванович
Николай Иванович Митрофанов (24 декабря 1912 — 26 июня 1944) — командир взвода 977-го стрелкового полка 270-й стрелковой дивизии 6-й гвардейской армии 1-го Прибалтийского фронта, лейтенант.

## Биография
Родился 24 декабря 1912 года в деревне Блиново (ныне Пестяковского района Ивановской области) в крестьянской семье. Русский.
После окончания Плесского сельскохозяйственного техникума работал агрономом Пестяковского районного земельного отдела, а потом заведующим контрольно-семенной лабораторией. Был избран депутатом районного Совета.
С началом войны хотел отправиться добровольцем на фронт. Но получил отказ, так как профессия агронома нужна была в тылу. В армию удалось попасть лишь весной 1942-го. После ускоренного курса обучения в Подольском военном пехотном училище в октябре 43-го был направлен на передовую, участвовал в наступательных боях на Смоленском и Витебском направлениях.
В июне 1944 участвовал в форсировании Западной Двины.Реку форсировали с ходу. Несмотря на отсутствие своих переправочных средств, бойцы взвода добыли плот и две лодки и в числе первых преодолели реку. Взвод лейтенанта Митрофанова вел упорные бои по созданию плацдарма в районе деревни Надежино Шумилинского района Витебской области. Обстановка усложнялась ещё и тем, что переправились они на заболоченный низменный берег, а фашисты сидели на господствующих высотах, держа под огнём всю местность и реку.
Десантники не только стойко удерживали плацдарм, но и вели бой за его расширение, одновременно прикрывая огнём переправу остальных частей. Лейтенант Митрофанов несколько раз водил в атаку своих бойцов, и им удалось выбить гитлеровцев с одной из высот и водрузить там Красный флаг. Другие подразделения поддержали взвод Митрофанова. Плацдарм был значительно расширен. К концу дня наступавшие подразделения полка были уже в 10 километрах от берега.
Наступление развивалась успешно. 26 июня командир взвода Митрофанов, после короткого артналета на позиции противника снова первым повел свой взвод в атаку. В рукопашной схватке бойцы под его руководством выбили гитлеровцев с важного рубежа и ворвались в деревню Надежино. Противник превосходящими силами ринулся в контратаку. Смело отражал её взвод Митрофанова, но в рукопашной схватке погиб командир взвода.
Похоронен Герой в п.г.т. Улла Бешенковичского района Витебской области.

## Память
- Обелиск в п.г.т. Улла Бешенковичского района Витебской области.
- Бюст Героя в п.г.т. Пестяки Пестяковского района Ивановской области.
- Улица Митрофанова в п.г.т. Пестяки.
- Навечно зачислен в списки воинской части.

## Награды
- 24.03.1945 г. лейтенанту Митрофанову Николаю Ивановичу присвоено звание Героя Советского Союза посмертно.
- Орден Ленина.